# Akira Tago
Akira Tago (jap. 多湖輝 Tako Akira; ur. 1926, zm. 6 marca 2016) – japoński psycholog, publicysta, projektant zagadek do serii gier Professor Layton.
Urodził się na Sumatrze w Holenderskich Indiach Wschodnich. Z wykształcenia był psychologiem, pracował jako wykładowca na Uniwersytecie w Chibie. W 1966 wydał pierwszą z cyklu 23 bestsellerowych książek quizowych Atama no Taisō (頭の体操), które rozeszły się w nakładzie 12 milionów egzemplarzy. Był również autorem innych publikacji z głównie z zakresu psychologii, a także prezesem Japan Creativity Society oraz Tokyo Future University. Zajmował się również projektowaniem zagadek do gier w tym do serii gier Professor Layton produkcji Level-5 na konsole Nintendo DS i Nintendo 3DS. Zmarł w wyniku śródmiąższowego zapalenia płuc.